# (35867) 1999 JO68
1999 JO68 (asteroide 35867) é um asteroide da cintura principal. Possui uma excentricidade de 0.12844250 e uma inclinação de 6.04908º.
Este asteroide foi descoberto no dia 12 de maio de 1999 por LINEAR em Socorro.